# Massimo Ranieri
Giovanni Calone, més conegut com a Massimo Ranieri, és un cantant i actor italià, nascut el 3 de maig de 1951 a Nàpols.
Membre d'una família nombrosa molt pobra, va dur a terme diverses professions, fins que va decidir emigrar als Estats Units, on va començar una lenta carrera musical sota el nom artístic de Gianni Rock.
Després d'haver estat descobert per un productor italià, torna al seu país d'origen, on el 1966 té la seva gran oportunitat en poder interpretar en el programa "Scala Reale" el tema "L'Amore è Una Cosa Meravigliosa" ('L'amor és una cosa meravellosa').
Això suposa el començament de la seva carrera discogràfica i com a actor a Itàlia, participant en diverses edicions del Festival de la Cançó de Sant Remo, així com en diferents pel·lícules.
El 1969, guanya el programa Canzonissima de la RAI, amb la cançó "Rose Rosse" ('Roses vermelles').
El 1971 és seleccionat per la televisió del seu país per participar en el Festival de la Cançó d'Eurovisió 1971 amb el tema "L'Amore è Un Attimo", obtenint la cinquena posició. Dos anys més tard, tornarà a participar en aquest festival, aconseguint una posició menor amb el tema "Chi Sarà?" ('Qui serà?').
Va aconseguir un gran èxit musical no sols al seu país, sinó també en altres països europeus com va ser el cas d'Espanya. La seva faceta com a cantant la va compaginar amb la seva aparició en diferents pel·lícules per a cinema i televisió.
El 1988 va aconseguir la victòria en el Festival de la Cançó de Sant Remo amb el tema "Perdere L'Amore" ('Perdre l'amor').
El 16 d'octubre de 2002, Massimo Ranieri va ser nomenat ambaixador de bona voluntat Arxivat 2010-02-04 a Wayback Machine. de l'Organització de les Nacions Unides per a l'Agricultura i l'Alimentació (FAO).
El 2007 va publicar el seu últim treball discogràfic anomenat Canto perchè senar sota nuotare... da 40 anni ('Canto, ja que no sé nedar... des de fa 40 anys').

## Filmografia
- 2005 - "Le Courage D'Aimer"
- 2004 - "Le Genre humain - Primera Parte: Les parisiens"
- 2001: "Io ti salverò" (TV) i "Storia Di Guerra E D'Amicizia"
- 2002: "Fondali Notturni"
- 1999: "Ama Il Tuo Nemico" (TV) i "Un Bacio Nel Buio" (TV)
- 1998: "Angelo nero" (TV)
- 1997: "Volare!"
- 1996: "La Casa Dovè Abitava Corinne"
- 1995: "Il Prezzo del Denaro"
- 1991: "Il Ricatto 2" (TV)
- 1998: "Il Ricatto" (TV)
- 1987 - "Lo Scialo" (TV) i "L'Ombra Nera Del Vesuvio"(TV)
- 1983 - "Legati Da Tenera Amicizia"
- 1982 - "La Vela Incantata"
- 1981 - "Casta E Pura", "Il Carabinieri", "Habibi Amor Mío" i "Priest Of Love"
- 1979: "La Patata Bollente"
- 1976 - "Con La Rabbia Agli Occhi" i "L'Ultima Volta"
- 1975: "Una ciudad al final del camino" (TV)
- 1974 - "Salvo D'Acquisto" (TV) i "La Cugina"
- 1972 - "Imputazione Di Omicidio Per Uno Studente"
- 1971 - "The Light at the Edge of the World", "Bubú de Montparnasse (Bubu)" i "Incontro"
- 1970 - "Metello", "La Sciantosa" (TV) i "Cerca Di Capirmi"